# 黄帝の剣
黄帝の剣（こうていのけん）は、中国神話に登場する黄帝が所持したとされる伝説の剣。明代文献で「軒轅剣」の名称が初見され、現代ではゲーム軒轅剣シリーズ等の創作物にも影響を与えている。

## 名称の由来
「軒轅剣」の名称は明代の李承勲が著した『名剣記』（1590年）で初めて記録された。黄帝の別称「軒轅氏」に由来し、後世の創作名と推測される。それ以前の文献では単に「黄帝の剣」「首山之銅剣」等と記述された。

## 文献記載

### 晋代以前
- 『抱朴子』（葛洪、4世紀）内篇・極言巻：「黄帝仙去せば、陵中に剣と赤舄のみ残れり」と記すが剣名は明記せず[2]。
- 『史記』封禅書では黄帝が首山の銅で鼎を鋳造した伝承を記し、間接的に剣との関連が示唆される。

### 明代以降
- 『名剣記』は「黄帝、首山の銅を採り剣を鋳造す。剣身に天文古字を刻み、崩ずるや喬山の墓と共に失わる」と記述[1]。
- 清代の『古今図書集成』（原題：古今图书集成）剣部で『名剣記』を引用し、「軒轅剣」の名を定着させた[3]。

## 文化的影響
- 道教神話：剣に「妖魔を断つ聖道の象徴」という解釈が加わり、道教儀礼で霊的武器として扱われる例がある。
- 現代サブカルチャー：台湾のゲーム会社DOMO小組（現：大宇資訊）は1990年より『軒轅剣』シリーズを開発し、剣を「上古十大神器」の一つとして再解釈した。

## 学術的議論
- 実在性については、郭沫若が『中国古代社会研究』（原題：中国古代社会研究、1930年）で「黄帝の剣は青銅器時代の象徴的表現」と指摘[4]。
- 唐代の『広黄帝本行紀』（原題：广黄帝本行纪）の「墓中に剣を残す」記述が『名剣記』誤引用の可能性あり[5]。